# Quảng Lập
Quảng Lập là một xã thuộc huyện Đơn Dương, tỉnh Lâm Đồng, Việt Nam.

## Địa lý
Xã Quảng Lập có diện tích 9,79 km², dân số năm 2022 là 6.877 người, mật độ dân số đạt 702 người/km².

## Lịch sử
Ngày 15 tháng 9 năm 1989, Hội đồng Bộ trưởng ban hành Quyết định số 135/QĐ-HĐBT về việc thành lập xã Quảng Lập trên cơ sở một phần của xã Ka Đô.